# Miskolc-repülőtéri vasúti veszélyhelyzet
A Miskolc-repülőtéri vasúti veszélyhelyzet egy jelentős baleseti kockázatot jelentő vasúti közlekedési esemény volt 2019. március 1-jén, a Miskolc–Bánréve–Ózd-vasútvonalon, a Miskolc-Repülőtér vasútállomás területén. Személyi sérülést ugyan nem okozott az esemény, de a felelősség tisztázása érdekében a hatóságok büntetőeljárást indítottak.

## Az esemény
2019. március 1-jén délután, 15 óra 25 perckor Miskolc–Repülőtér megállóhely első vágányán egy tehervonat várakozott, a második vágányon pedig szabad jelzése volt egy személyvonatnak, amely Miskolcról Ózdra tartott. Ebben az időben érkezett a megállóhely térségébe egy Tornanádaska felől Miskolcra tartó személyvonat, melynek vezetője nem állt meg a bejárati jelző tiltó jelzésnél, hanem a tizenötös számú váltót felvágva behajtott a megállóhely területére.
Ezt észlelve az állomási őrhelyen tartózkodó Smajda Attila váltókezelő az őrhely előtt megállította a tornanádaskai vonatot, majd azonnal értesítette az esetről a forgalmi szolgálattevőt, és tájékoztatást kért a Miskolc felől érkező vonat hollétéről. Mikor a szolgálattévő közölte, hogy a vonat már elhaladt előtte, a váltókezelő azonnal cselekedett: vörösre állította a kijárati jelzőt, és kifutott az őrhelyéről, hogy ily módon is jelezze a Miskolc felől érkező vonat vezetőjének a veszélyhelyzetet. Gyors intézkedésével így sikerült mindkét szerelvényt biztonságosan megállítani; az aznapi híradások szerint a megálláskor a két szerelvény mintegy 200 méter távolságra volt egymástól, más, későbbi forrás szerint ez a távolság 317 méter volt.
A helyszíni vizsgálat ideje alatt Miskolc és Sajóecseg között a vasúti közlekedés átmenetileg szünetelt az érintett vonalon. A Borsod-Abaúj-Zemplén megyei rendőr-főkapitányság még az eset napján bejelentette, hogy eljárást indítottak, egyelőre ismeretlen elkövetővel szemben, a vasúti közlekedés veszélyeztetésének gyanúja miatt.

## Az esemény utóélete
Március 7-én Homolya Róbert, a MÁV Zrt. vezérigazgatója és Kriza Ákos miskolci polgármester személyesen mondott köszönetet a helytállásáért a vasútnál 16 éve dolgozó Smajda Attilának, és egy emléklapot adtak át a részére.